# Гурводу Старый
Гурводу Старый (Гурводу ап Амлаудд; валл. Gwrfoddw Hen, Gwrfoddw ap Amlawdd; V—VI века) — правитель Эргинга; сын Амлауда Вледига и Гвен верх Кунеды.

## Биография
Гурводу захватил трон Эргинга после смерти Кинфина, отстарнив от власти его сына Гурганта. О жизни Гурводу сохранилось мало сведений. Известно, что он сражался против саксов и пожаловал епископу Увелвиу земли близ Болгроса.
Считается, что Гурводу погиб во время войны с англосаксами. Хотя он имел сына, после его смерти троном Эргинга овладел Гургант Великий.